# Forteresse de Cerruglio
La forteresse de Cerruglio (en italien : Fortezza del Cerruglio), connue également sous le nom de Rocca di Cerruglio, était un élément de la défense du village médiéval de Montecarlo, dans la province de Lucques en Toscane,.

## Historique
Le premier complexe militaire, la Rocca di Cerruglio, de plan triangulaire, est probablement né au XIIe siècle.
Montecarlo a joué un rôle stratégique important tout au long du XIVe siècle, se retrouvant au milieu des nombreuses guerres entre Lucques, Pise et Florence grâce à sa position à la frontière entre la plaine de Lucques et la Valdinievole.
La forteresse fut agrandie d'abord par Paolo Guinigi, seigneur de Lucques, puis par les Florentins, notamment par le gouvernement grand-ducal qui, à partir de 1437, eut définitivement Montecarlo sous son contrôle. Elle fut rénovée et agrandie par Charles IV, puis au XVIe siècle, par Cosme Ier qui y ajouta deux bastions.
En 1775, la forteresse fut démantelée par le grand-duc Léopold II et vendue aux enchères. Depuis lors propriété privée, l'ensemble fortifié fait l'objet de travaux continus de conservation et de restauration par les propriétaires et est ouvert au public pendant les mois d'été ; ses salles et cours restaurées accueillent des expositions et des événements culturels.

## Description
La forteresse a une forme triangulaire et les parties les plus anciennes de la fortification peuvent encore être identifiées  dans la zone nord-ouest de la muraille défensive. Une puissante tour semi-circulaire et deux tours jumelles carrées sont reliées par une courtine.

### Enceinte de Montecarlo
Le village disposait aussi d'une longue muraille avec quinze tours, greffée sur la forteresse.
Quelques-unes des tours sont encore visibles ainsi que trois portes : la Porta Fiorantina, la petite Porta a Lucca  (XIVe siècle) et la Porta Nuova (XVIe siècle).

## Galerie

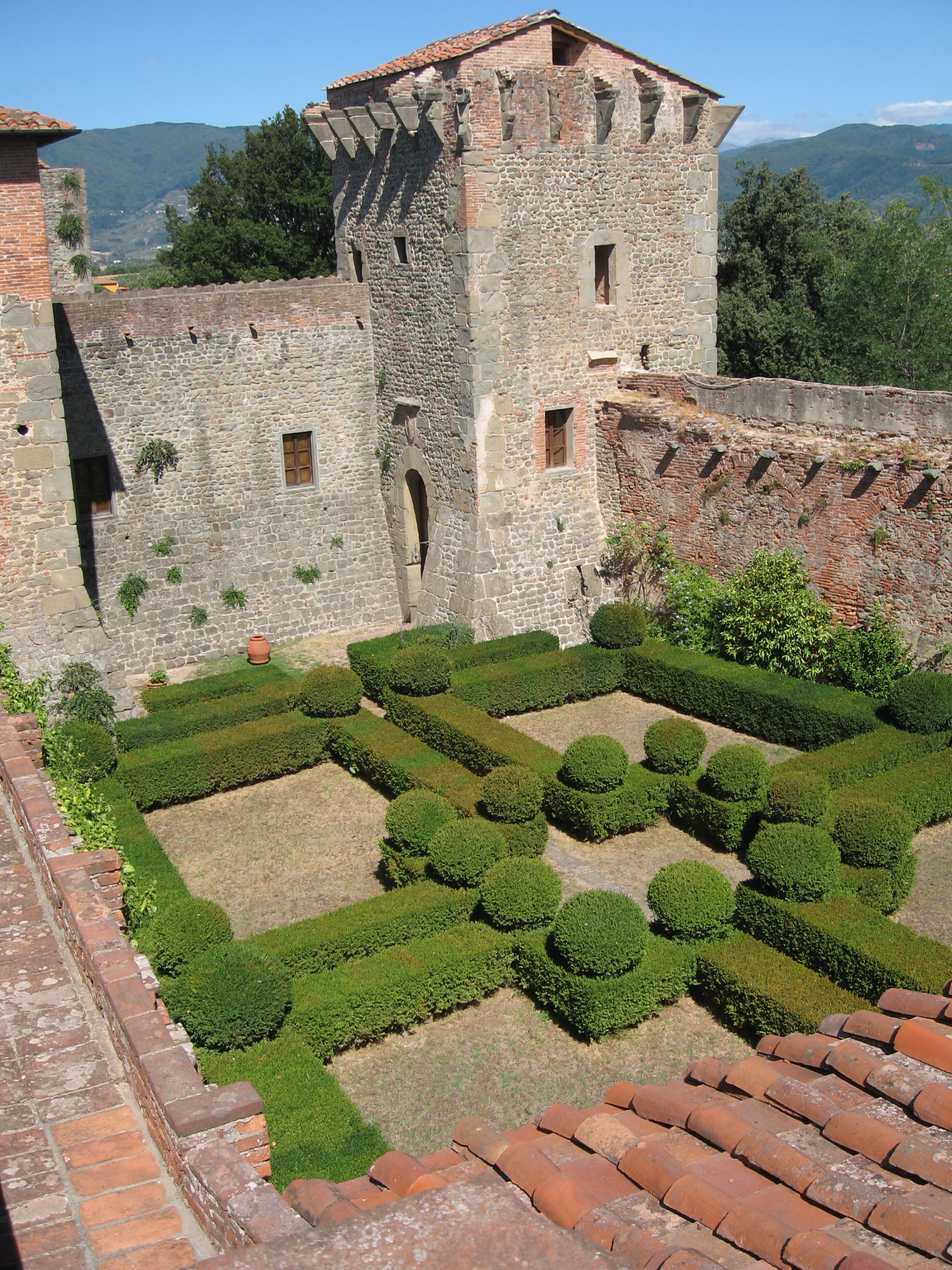
Cour intérieure.
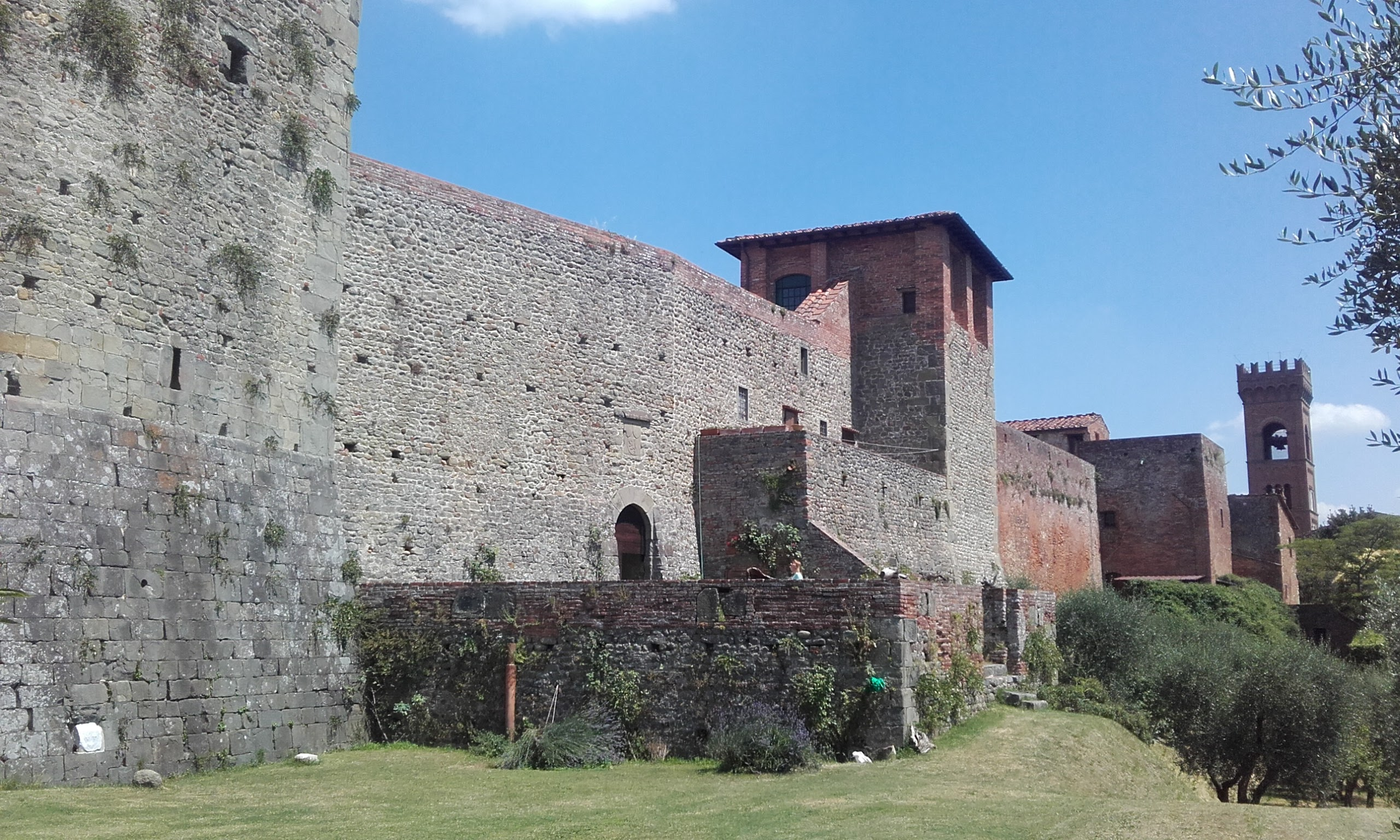
Enceinte.
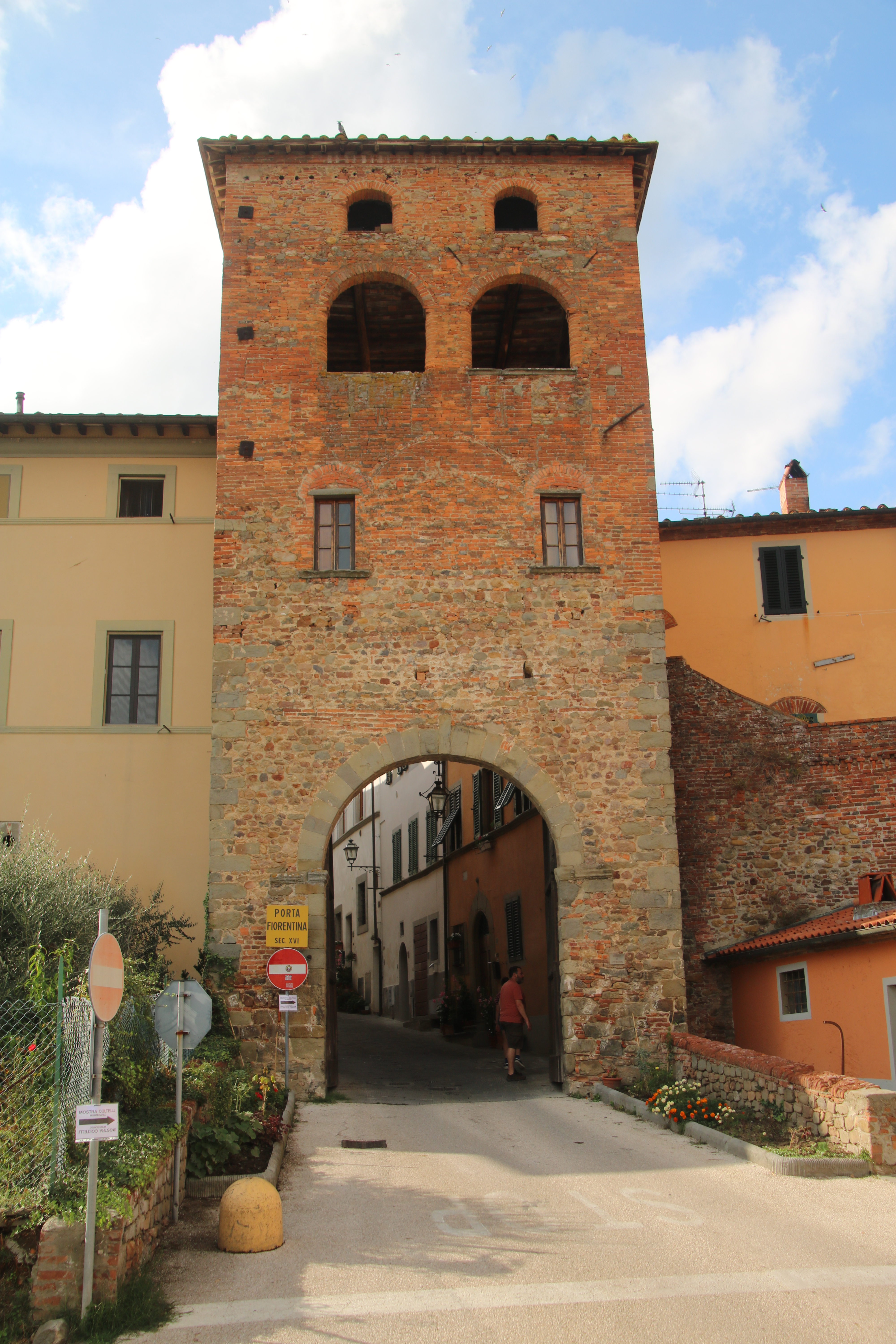
La Porta Fiorentina.
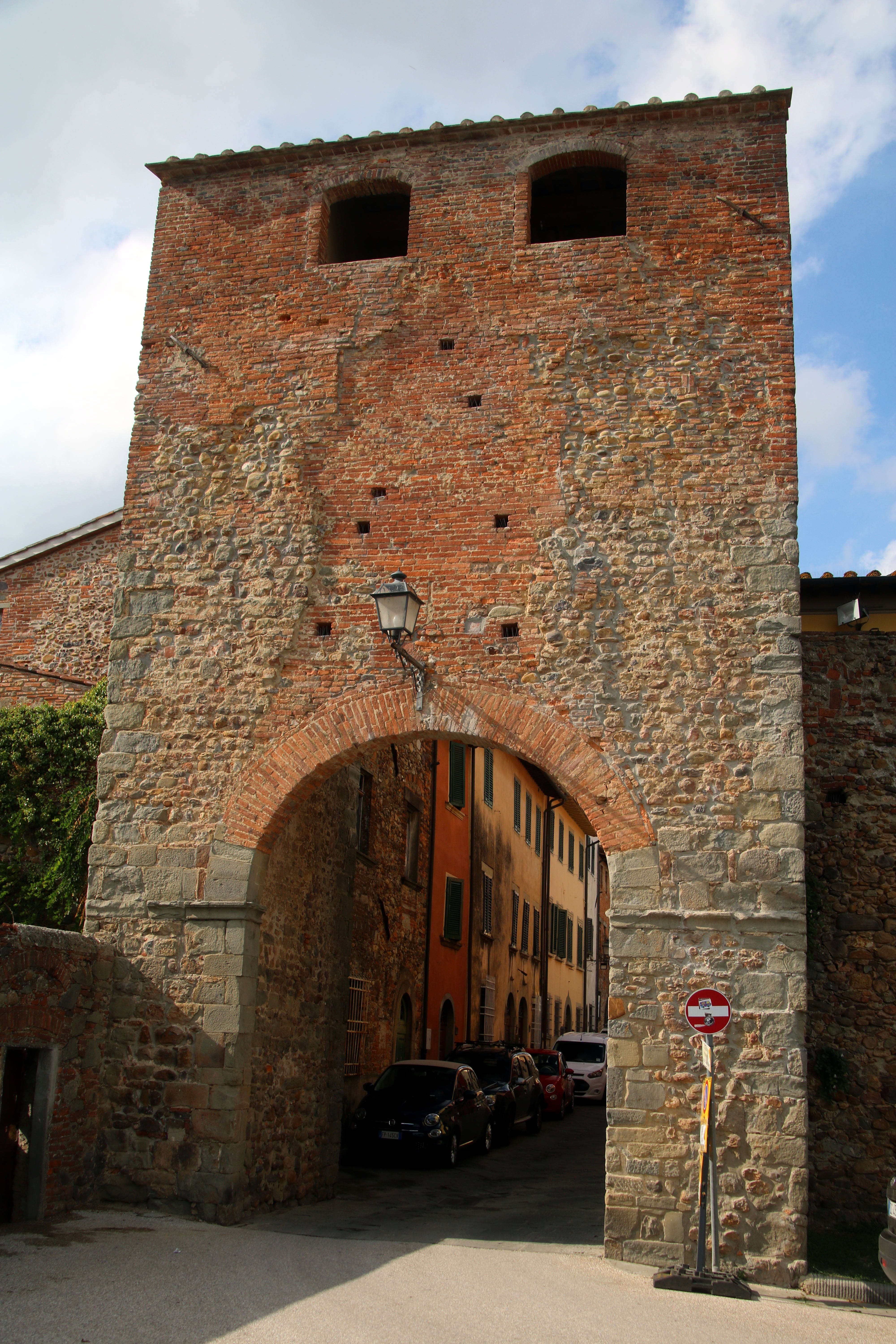
La Porta Nuova.
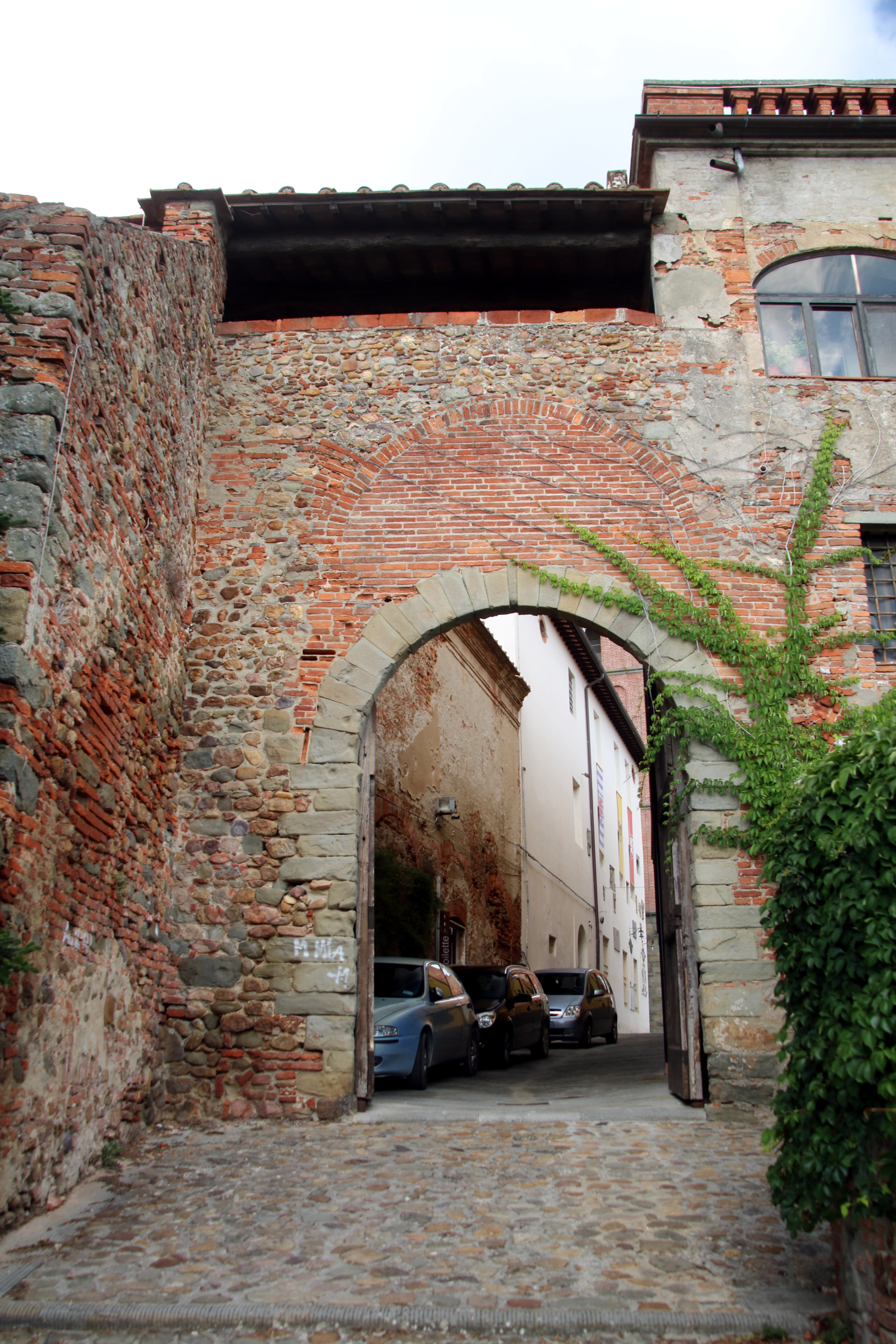
La Porta a Lucca.